# Mollerup Mølle
Mollerup Mølle A/S er et dansk grovvareselskab med hovedkvarter i Mollerup på Mors. Virksomheden blev etableret i 1940 af Holger Pedersen, og den er ejet af familien Pedersen. De handler med korn, producerer og handler med foder, sælger energi og landbrugsartikler. I 2023 havde de ca. 112 ansatte og en årsomsætning på 2,7 mia. danske kroner.